# Suchodoły (gmina Kętrzyn)
Suchodoły (niem. Friedental) – osada w Polsce, położona w województwie warmińsko-mazurskim, w powiecie kętrzyńskim, w gminie Kętrzyn. Miejscowość wchodzi w skład sołectwa Mażany.
W latach 1975–1998 miejscowość administracyjnie należała do województwa olsztyńskiego.